# Смерть у Венеції
Смерть у Венеції (нім. Der Tod in Venedig) — повість Томаса Манна, уперше опублікована в 1912. 

## Зміст
Густав фон Ашенбах, наполегливий і працелюбний письменник, який отримав ще за життя широке визнання, приїздить до Венеції і оселяється на острові Лідо. У готелі він зустрічає хлопчика Тадзіо (ім'я — зменшено-пестливе від Тадеуш), члена польської аристократичної сім'ї, надзвичайно прекрасного, і закохується в нього. Усвідомлюючи своє почуття, він намагається боротися з ним, але не може і не хоче. В той же час він випадково дізнається, що у Венеції через сироко починається епідемія холери, яка замовчується владою Венеції через боязнь втрати туристів. Письменник жодного разу не говорить з хлопчиком. Ашенбах починає навідуватися до цирульника, намагається виглядати молодше. Цирульник омолоджує його косметикою, та Ашенбах згодом усвідомлює усю марність своїх спроб омолоджування і почуває себе втомленим і хворим. Він обмірковує усе своє життя.
Сім'я Тадзіо збирається від'їжджати з готелю. Ашенбах востаннє зустрічає Тадзіо. Сидячи у кріслі на пляжі, Ашенбах спостерігає за Тадзіо, що купається. Перш ніж увійти у воду, Тадзьо обертається у бік письменника і дивиться на нього, ніби підзиваючи до себе. Намагаючись встати, Ашенбах падає у крісло. Через декілька хвилин його знаходять мертвим.

## Історія написання
Манн планував написати історію про «пристрасть як затьмарення розуму і деградації», навіяну історією любові Гете до 18-річної Ульріки фон Леветцов. Також письменник знаходився під враженням смерті Густава Малера і відвідування Венеції, де він спілкувався з прототипом Тадзя — 11-річним хлопцем, якого звали Владислав (Владзьо) Моес. Прототипами в широкому розумінні були і Ріхард Вагнер, який помер у Венеції і там же написав другий акт «Трістана та Ізольди», пронизаний романтикою смерті, і німецький поет XIX століття Август фон Платен, причиною смерті якого була холера в Італії, яка відіграє у новелі головну роль. Манн також мав намір показати стосунки між розумом і почуттям, трагедію пристрасті, що принижує, зачарованості смертю.

## Переклад українською
- Томас Манн.  «Смерть у Венеції та інші новели» — Tomas Mann. Der Tod in Venedig und andere Kurzgeschichten — (укр.переклад Євген Попович, Лабораторія, 2024)[3]

## Адаптації
- У 1971 режисером Лукіно Вісконті був поставлений однойменний фільм з Дірком Богардом в ролі Ашенбаха. У фільмі професія Ашенбаха був замінена на композитора.

- У 1973 Бенджамін Бріттен написав оперу «Смерть у Венеції», що стала для нього останньою.